# Aeroportul Del Rio
Aeroportul Del Rio (IATA: DRT, ICAO: KDRT, FAA LID: DRT) este un aeroport din Texas, Statele Unite ale Americii ce deservește zona Del Rio⁠(d). Aeroportul a fost tranzitat în 2019 de 44.878 de pasageri. A fost numit după zona deservită.
Situat la o altitudine de 305 m, aeroportul dispune de 1 pistă.

## Infrastructură

### Piste
Aeroportul dispune de o singură pistă. Pista 13/31 are suprafața de asfalt și dimensiunile 6.300 picioare × 100 picioare. 